# Empoasca aino
Empoasca aino är en insektsart som beskrevs av Matsumura 1931. Empoasca aino ingår i släktet Empoasca och familjen dvärgstritar. Inga underarter finns listade i Catalogue of Life.